# Neustadt/Westerwald
Pour les articles homonymes, voir Neustadt.
Neustadt/Westerwald est une municipalité de la Verbandsgemeinde de Rennerod, dans l'arrondissement de Westerwald, en Rhénanie-Palatinat, dans l'ouest de l'Allemagne.